# Садовская, Мария Александровна
Мария Александровна Садовская (1897 или 1898 — ?) — русская певица, лирико-колоратурное сопрано.

## Биография
Родилась в 1897 году (по другим данным — в 1898) в Бронницах под Москвой. В своей автобиографии, написанной ею в 1935 году в Харбине, она указала : «урожденная Садовская, родилась в семье Талызина А. А.»; отец был управляющим морозовского (С. И. Морозова) имения до 1918 года. 
С 1903 до 1917 года воспитывалась в московском Петро-Павловском институте; числилась как Маргарита Алексеевна Куренкова.
С 1914 года брала уроки пения у артистки Большого театра Е. Г. Азерской, затем у профессора Московской филармонии Умберто Мазетти. Природные данные и подготовка у этих педагогов позволили Марии Садовской поступить в Московскую филармонию. В 1916 году она победила во Всероссийском конкурсе певцов художественной оперы и оперетты, устроенном К. С. Станиславским и начала петь в московском Народном доме имени наследника цесаревича Алексея Николаевича. Первыми партиями стали Олимпия в «Сказках Гофмана» и Лакмэ в одноименной опере Л. Делиба.
Затем были выступления в Санкт-Петербургском Народном доме имени императора Николая II, в Волковском и многих других театрах. Революция 1917 года застала певицу в турне по Финляндии и Прибалтике: в Риге она пела в театре Гальмского, в Финляндии — в Государственном театре. В 1918 году была национализирована её дача в Подосинках. Садовская продолжала выступать на оперной сцене, затем перешла на исполнение романсов и народных песен. Для неё писали и посвящали ей свои романсы известные композиторы: Дризо, Фельдман, Покрасс, Фомин. 
Садовская выступала до 1921 года в Харькове, в 1922—1923 годах в Москве. Тогда же совершались гастрольные поездки по России: Ярославль, Рыбинск, Тверь и другие города. В Харькове в 1920 году она была арестована вместе с её гражданским мужем, Михаил Архипович Суганов-Талызин. Вскоре Садовскую освободили, а Суганова-Талызина отправили на пять лет в лагеря (как бывшего поручика Белой армии).
С 1924 года Садовская пела в оперетте во Владивостоке. Сюда после лагерей прибыл её муж. В 1925 году с группой артистов Садовская отправилась на гастроли в Харбин, куда позже прибыл по служебной командировке для открытия филиала Владивостокского государственного издательства и Талызин-Суганов, бывший в 1926—1927 годах ревизором издательства. Оба остались в Харбине, став эмигрантами. Талызин-Суганов работал журналистом в различных изданиях, издал брошюру по истории искусства «Национальный театр» и книгу воспоминаний «По ту сторону» (Париж, 1932). Был в 1945 году арестован СМЕРШем и депортирован в СССР; умер в лагере.
В Харбине Мария Садовская, известная как исполнительница «песен настроения», с успехом выступала в зале Желсоба (здание железнодорожного собрания при КВЖД) на 1200 мест, в роскошном кабаре «Фантазия» и в кинотеатре «Модерн». Гастрольные концерты Марии Садовской проходили на станциях КВЖД, в китайских городах Шанхай (1930, 1936), Тяньцзинь (1935), Дайрен (1937). В 1938 году состоялись полугодовые гастроли в Японии. Она записывалась на пластинки фирмы Columbia Records. 11 ноября 1943 года в «Модерне» прошёл вечер, посвященный 25-летию творческой деятельности М. А. Садовской.
В 1945 году она выехала в Японию, где умерла и похоронена в середине 1950-х годов. 